# キーヴェルツィ
キーヴェルツィ（ウクライナ語: Ківерці）はウクライナのヴォルィーニ州キーヴェルツィ地区にある都市。スティール川、ルードカ川、コノペーリカ川、プティリーウカ川の河岸に位置する。都市の高さは海抜194 mである。面積は8.48 km²。人口は13,798人 (2022年1月1日)。
キーヴェルツィは1870年に創建された。1951年に市制施行された。
市内ではキーヴェルツィ駅がある。首都キエフまでの直線距離は369 km、鉄道で456 km、車道で417 kmとなっている。州庁所在地までの直線距離は12 km、鉄道で13 km、車道で15.8 kmとなっている。キーヴェルツィの日は、9月の第二の日曜日となっている。